# Casa Arrufat
La casa de la família Arrufat, ubicada al Raval de Sant Pasqual, 27, és un dels més interessants exemples d'arquitectura contemporània a la ciutat, tot i no haver estat inclosa en el "Catàleg d'Edificis Protegits" realitzat el 1995 per l'Ajuntament de Vila-real. Convocat en concurs el 1961 pel comerciant taronger local Eliseu Arrufat, per tal de bastir un edifici destinat a l'allotjament de diversos membres de la seua família, en distints apartaments, el projecte guanyador va ser el de l'arquitecte valencià Luis Gay Ramos, en competència amb altres importants especialistes com el castellonenc Miguel Prades.

## Arquitectura
Malgrat el reduït espai rectangular del solar bàsic, situat al cantó del Raval amb el carrer del Pare Espuig, la singular solució del programa guanyador va resoldre perfectament la distribució de l'arquitectura en quatre plantes d'habitatges, més la planta baixa destinada a cotxeres i vestíbul general i una planta superior de serveis comuns, maquinària de l'ascensor i terrassa plana. La façana ofereix un tractament molt urbà, amb un mirador que assenyala el lloc destacat de la casa i jerarquitza un dels fronts, precisament el menor en dimensions però que dona a l'entorn viari més important. Per a la façana lateral l'arquitecte va disposar una equilibrada composició plana a conseqüència de l'estretor del carrer.
Predomina en el disseny de Gay l'agrupació en diferents volums cúbics, la presència de plans nítids que separen interior i exterior, el calat i transparent en els cossos de mirador. I en especial resulta destacable en la planta baixa, la relació entre espais a través de la solució del vestíbul de cristalleria i precedit d'un xicotet espai enjardinat a ran de carrer, molt fidel a la cultura arquitectònica del moment, en incorporar un fragment natural a l'àmbit urbà, encertant igualment en la seua continuïtat interior, on l'escala sembla flotar sobre el reduït espai disponible.
El conjunt del disseny arquitectònic edificat el 1963 aconsegueix, a pesar de la varietat i diversitat dels materials, perfils metàl·lics en estructura vista i fusteria, rajola ceràmica, formigó vist, vidre, pedra, fusta en les fusteries dels tancaments dels garatges i lluïts en àmplies superfícies, una economia de mitjans en la percepció visual, potser a conseqüència de la radicalitat de contrastos entre el color fosc del metall i la resta dels components. La xarxa metàl·lica, molt a l'estil de Mies van der Rohe en els seus perfils d'acer laminat que acusen estratègicament les línies ortogonals i els punts de trobada; el marbre travertí per a ennoblir els paraments; la rusticitat de la rajola i la pedra que aporten caràcter domèstic; el vidre, en alguns punts acolorit, que fa ressaltar les transparències, i la fusta treballada per a extraure la calidesa en l'ambientació, mostren la preferència de l'autor per indagar les qualitats de cada material, sense renunciar a les particularitats expressives, ben harmonitzades entre elles.
La planta tipus dels habitatges desenvolupa correctament el programa de la casa, i trenca la profunditat de la parcel·la mitjançant un nucli de comunicació junt amb la zona de serveis, de manera que els espais d'ús diürn resten funcionalment separats dels dormitoris. La Casa Arrufat va ser una obra molt estimada per l'autor, perquè va disposar de llibertat pel fet de comptar amb la total confiança del propietari. La conformitat dels usuaris amb el modern esquema distributiu i amb els acabats han garantit tot temps un bon manteniment, amb molt escasses modificacions respecte de l'estat original.

## L'arquitecte
Luis Gay Ramos (València, 1912-1996), després de llicenciar-se en Ciències Exactes, va culminar els estudis d'Arquitectura a la Universitat madrilenya el 1940. Els anys de la postguerra va treballar per a la Direcció General de Regions Devastades en la rehabilitació de poblacions rurals, en especial a la zona de l'Alt Palància, i a la reconstrucció d'edificis religiosos, com ara la Catedral de Sogorb, Seminari Conciliar i Palau Episcopal així com el Palau del Ducs de Sogorb restaurat per adaptar-lo com a Casa Consistorial.
A finals dels anys 50 va anar introduint en les seus obres factors de senzillesa i racionalitat inspirats en el Moviment Modern. La idea que l'espai és l'essència de l'Arquitectura va resultar un descobriment que li va permetre interpretar en termes espacials l'arquitectura de totes les èpoques. Això ho manifesta en obres com l'Ajuntament de l'Eliana, el Mercat Municipal d'Ontinyent o els Hotels Recatí i Excelsior de València, l'Hotel Bayren de Gandia, el Carlton d'Alacant i el Mindoro de Castelló de la Plana.
En l'última part de la seua vida professional amb el descobriment del moviment modern i una vegada assimilats per complet els ensenyaments de la Bauhaus i del CIAM, l'elecció del camí es va fer com més va més refinada, fins al punt de resoldre els problemes arquitectònics amb una actitud més eclèctica, mescla de racionalisme i d'expressivitat orgànica, sense oblidar les arrels culturals i les seues pròpies vivències humanes. És l'època de la Casa Arrufat de Vila-real, del restaurant dels Vivers i de l'Hotel Astoria de València, de la Delegació d'Obres Públiques de Castelló, del cinema Mònaco i la Caixa Rural d'Onda, de la seu de la Caixa d'Estalvis al carrer del Pintor Sorolla i de la restauració del Palau de Huarte, o de Penalba com a seu del Banco Urquijo, etc. Al desembre de 1961 va ingressar com a Acadèmic de Número a la Real Acadèmia de Belles Arts de Sant Carles
A Vila-real encara deixaria altra important mostra del seu estil en dissenyar la Torre d'oficines i habitatges de la Caixa Rural, a la plaça Major de la ciutat, on són igualment identificables la major part dels elements arquitectònics distintius de la Casa Arrufat.